# Улица Пайпалу
Улица Па́йпалу (латыш. Paipalu iela — Перепелиная) находится в Видземском предместье города Риги, в Пурвциемсе.
Начинается от улицы Индуля, заканчивается после пересечения с улицей Рубеню.
Под своим нынешним названием впервые упоминается в перечне улиц города в 1954 году; в дальнейшем оно не изменялось.
По официальным данным, общая длина улицы — 401 метр, однако фактически улица состоит из двух разрозненных участков, разделённых территорией детского сада, построенного в 1970-е годы.
Первый участок, длиной около 100 м, соединяет улицы Индуля и Крикю. Второй участок, около 150 м, прилегает к дальней части улицы Рубеню. С другими улицами пересечений нет.
На всём протяжении имеет асфальтовое покрытие. Общественный транспорт по улице не курсирует.